# Guglielmo Vaccaro
Guglielmo Vaccaro (Pompei, 23 febbraio 1967) è un politico italiano, ex deputato alla Camera dal 2008 al 2018.

## Biografia
Nato a Pompei, ma vive a Roma. Si è laureato con lode in Economia e Commercio presso l'Università degli Studi di Salerno.
Negli anni novanta, dopo la laurea, risiede per circa due anni a Bruxelles, dove si specializza come esperto di programmi di sviluppo finanziati dall'Unione europea. Nel 1993 svolge un periodo di stage presso la Commissione europea.

### Attività politica

#### Gli inizi
Nel 1992 diventa segretario provinciale del Movimento Giovanile della Democrazia Cristiana. Nel 1996 entra a far parte del Gruppo di Supporto Tecnico presso il Ministero delle Politiche Agricole.
Nel 1997 cura la redazione del Piano d'Azione del Patto Territoriale per l'occupazione dell'Agro Nocerino-Sarnese, facente parte del progetto cofinanziato dall'Unione Europea, "Patti territoriali per l'occupazione".
Dal 1998 al 2005 è amministratore delegato del Patto Territoriale dell'Agro S.p.A.
Dal 1999 al 2001, quando Enrico Letta era Ministro dell'Industria, del Commercio e dell'Artigianato nel governo D'Alema bis e nel governo Amato bis, è stato consulente presso la Segreteria Tecnica del Ministero dell'industria.
Dal 2001 al 2003 è Presidente del Comitato del Distretto Industriale n. 7 di Nocera Inferiore – Gragnano e membro del consiglio direttivo del Club dei Distretti Industriali Italiani.

#### Consigliere regionale della Campania
Si candida alle elezioni regionali in Campania del 3 e 4 aprile del 2005 nelle liste della Margherita, nella mozione del presidente uscente Antonio Bassolino, venendo eletto nel collegio di Salerno con 10.542 preferenze in consiglio regionale della Campania. Nel 2006 entra a far parte dell'esecutivo nazionale della Margherita e diviene responsabile del Dipartimento Politiche Comunitarie. Dal 2007 è membro del Comitato di Tesoreria del Partito.

#### Elezione a deputato
Nel 2008 viene eletto Deputato della Repubblica nella circoscrizione Campania 2, dimettendosi quindi, il 9 maggio del 2008, dalla carica di consigliere regionale.
Alle elezioni politiche del 2013 viene eletto nella circoscrizione Campania 1 per il Partito Democratico, è deputato della XVII Legislatura dal 5 marzo 2013. Dal 7 maggio 2013 è componente rispettivamente della XIV Commissione (Politiche dell'Unione Europea) e Giunta delle Elezioni.
Nel 2014 si candida alla segreteria regionale campana del Partito Democratico. Dopo essere stato sconfitto, occupa la sede Pd di Salerno per una settimana per denunciare brogli alle primarie.
In occasione delle elezioni regionali in Campania del 2015 decide di non sostenere il candidato del PD Vincenzo De Luca, uscito vincitore dalle primarie di partito ("c'è da vergognarsi perché le primarie sono state truccate come sempre"). Nello stesso periodo si astiene alla Camera sul disegno di legge di riforma costituzionale e annuncia l'intenzione di votare contro l'Italicum.

Il 4 maggio, dopo aver votato contro la nuova legge elettorale Italicum, lascia il Partito Democratico per aderire al Gruppo misto.
Il 12 maggio parte per Santiago di Compostela, rientrando in Italia solo al termine della campagna elettorale delle regionali, alla quale non ha partecipato
A novembre 2015 ha aderito a Italia Unica di Corrado Passera, di cui è portavoce in Parlamento insieme a Gaetano Quagliariello al Senato.
Nell stesso periodo ha annunciato la sua disponibilità a candidarsi alle successive elezioni comunali di Roma, a sostegno di Alfio Marchini
Il 12 aprile 2016 fu uno dei sette deputati a votare contro la riforma della Costituzione voluta dal Governo Renzi, mentre i partiti di opposizione non parteciparono al voto.
In seguito allo scioglimento di Italia Unica nel settembre 2016, Vaccaro aderisce a Identità e Azione di Gaetano Quagliariello.
Nell'aprile 2017 aderisce a Energie per l'Italia, movimento politico fondato dall'ex direttore generale di Confindustria Stefano Parisi. Il 1º agosto 2017 aderisce alla componente "Civici e Innovatori" del gruppo misto.
Alle elezioni politiche del 2018 viene ricandidato nel collegio uninominale di Roma-Pomezia per la Camera dei Deputati, sostenuto dalla coalizione di centro-destra (in quota Energia per l'Italia/Noi con l'Italia), ma non viene rieletto, giungendo infatti secondo dietro all'esponente del Movimento 5 Stelle Marco Bella.

#### Attività legislativa
La sua attività in Parlamento si è concentrata su molteplici iniziative, toccando in modo approfondito i temi più disparati: dalle energie rinnovabili al fisco, dai diritti di cittadinanza alla mobilità dei talenti, dalla giustizia alle libere professioni. Una battaglia che lo ha coinvolto particolarmente ha riguardato la costruzione e approvazione della legge 238/2010 per il rientro dei talenti in Italia, conosciuta anche come "Legge  Controesodo”; supportata dall'Intergruppo Parlamentare per la Sussidiarietà e dalla Fondazione Cariplo, essa prevede l'attribuzione di benefici fiscali ai cittadini italiani emigrati per ragioni di lavoro o di studio e che decidano di rientrare in Italia.
L'ex Presidente del Consiglio dei Ministri Enrico Letta è firmatario di tale Legge.
Dell'Intergruppo Parlamentare per la Sussidiarietà (guidato precedentemente da Maurizio Lupi ed Enrico Letta), per la XVII legislatura, Vaccaro è coordinatore con Raffaello Vignali.
È, inoltre, ideatore e cofondatore con Enrico Letta e Alessia Mosca dell'Associazione "TrecentoSessanta" nata nell'estate del 2007. Si tratta di un progetto riformista che organizza Focus Groups e seminari, volti alla promozione del talento giovanile e miranti al superamento del particolarismo locale in virtù di una cultura di respiro nazionale e internazionale. L'associazione si propone, tra le altre cose, intendendo promuovere non soltanto l'occupazione, ma l'occupabilità, anche in vista degli obiettivi formulati con la strategia dell'UE per la crescita “Europa 2020”, di incentivare la formazione “Erasmus”.
 In data 25 marzo 2013, ha presentato la Proposta di Legge "Modifiche all'articolo 615-ter del codice penale e al codice di cui al decreto legislativo 30 giugno 2003, n. 196, concernenti la tutela dei dati personali nella rete internet” per la tutela del diritto alla privacy e la tutela dei minori. Alla stessa data ha presentato, inoltre, in tema di modifiche alla Legge 5 febbraio 1991, N. 91, Norme sulla Cittadinanza, una proposta di legge per ampliare la possibilità di attribuzione e concessione della cittadinanza per i maggiorenni stranieri, nuovi soggetti titolati a presentare domanda, qualora essi abbiano svolto integralmente gli studi universitari in Italia conseguendo la laurea con la votazione di 110 su 110. La proposta prevede anche che la cittadinanza sia acquistata a seguito della dichiarazione di volontà espressa all'atto della nascita da un genitore.
È promotore della Fondazione Pompei, il cui statuto è stato approvato dal Comune di Pompei con delibera del 23 luglio 2013. L'obiettivo generale della Fondazione Pompei è quello tutelare e valorizzare, in termini culturali ed economici, i beni di interesse archeologico di Pompei, Oplonti ed Ercolano, promuovendo un programma di marketing territoriale che contribuisca a sostenere l'immagine internazionale di Pompei, sollecitando finanziamenti pubblici e privati nella città, nonché di ottimizzare l'offerta di beni e servizi culturali sul territorio pompeiano.